# Błąd nirwany
Błąd nirwany – jeden z błędów nieformalnych polegający na odnoszeniu zastanego stanu faktycznego do nierealistycznych i wyidealizowanych alternatyw. Zjawisko to może nawiązywać do tendencji, gdzie dla każdego jednostkowego problemu zakładamy z góry istnienie rozwiązania idealnego. Pojęciem ściśle związanym z błędem nirwany jest „błąd perfekcyjnego rozwiązania”.
Po wykreowaniu fałszywej dychotomii przedstawiającej jedną z opcji jako niezaprzeczalnie korzystną (lecz naówczas opcja ta jest całkowicie niemożliwa do zrealizowania) osoba pogrążona w błędzie nirwany może skłonna być do atakowania w swojej argumentacji alternatywne propozycje działania powołując się na ich niedoskonałość w świetle zalet tej upragnionej. W obliczu tego błędu poznawczego faktyczny wybór nie zachodzi pomiędzy realnie dostępnymi rozwiązaniami; jest to raczej wybór pomiędzy jednym realnie osiągalnym rozwiązaniem a innym, które jest nierealistyczne, ale pod pewnymi względami mogące okazać się tym „lepszym” rozwiązaniem.

## Historia
Temat ten był poruszony już w dziele Woltera pod tytułem La Bégueule (1772), gdzie przeczytać można następującą sentencję: Le mieux est l’ennemi du bien. Tłumaczy się to jako „Doskonałe jest wrogiem dobrego”, lecz nie definiował tu owego zjawiska nazwą własną.
Za pomysłodawcę „błędu nirwany” uważa się Harolda Demsetza, który pojęcie to zdefiniował w 1969 roku w następujących słowach:

Ów punkt widzenia przenikający obecną politykę ekonomiczną w sposób wymowny przedstawia podejmowanie właściwego wyboru jako to pomiędzy wariantami „idealnymi” oraz już istniejącymi, lecz niedoskonałymi rozwiązaniami systemowymi. Owe nirwanowe podejście do problemu znacząco się różni od podejścia instytucji porównywalnych, w których za właściwy wybór przyjmujemy ten pomiędzy realnymi i jednocześnie już istniejącymi alternatywami.

## Błąd perfekcyjnego rozwiązania
Błąd perfekcyjnego rozwiązania jest pokrewnym błędem nieformalnym, który występuje, gdy w argumentacji skłaniamy się ku wierze w istnienie rozwiązania doskonałego lub gdy dyskwalifikujemy aktualnie dostępne rozwiązanie twierdząc, iż niektóre aspekty rozwiązywanego problemu nadal będą istnieć po wdrożeniu tego rozwiązania.
Jest to przykład myślenia czarno-białego, w którym osoba dopuszczająca się go błędnie upatruje złożonych i wzajemnych oddziaływań pomiędzy elementami składowymi zastanej sytuacji lub elementami samego problemu; w związku z czym w sposób bezpodstawny upraszcza złożoność całego problemu i sprowadza go do kilku zero-jedynkowych skrajności.

## Wpływ błędu nirwany na efektywność pracy

### Nieskuteczność finalizowania inicjatyw
Świadomość istnienia zjawiska zwanego błędem nirwany jest kluczowa dla optymalizacji pracy oraz zwiększania jej efektywności. Ponieważ w wielu sytuacjach dysponujemy ograniczonymi zasobami (np. czasowymi, finansowymi, materiałowymi, kadrowymi, poznawczymi) przeznaczonymi do zrealizowania jakiegoś zadania, zrealizowanie go w sposób wszechstronnie idealny okazuje się niemożliwe. Z tego powodu błąd nirwany stanowi odwieczny problem perfekcjonistów, gdyż uciekają się do utopijnego schematu:
1. Nie zrobię tego, tak jak radzą mi oportuniści, bo na pewno da się to zrobić lepiej.
w efekcie...
2. Zapewne nie zrobię tego wcale.

### Nieadekwatna eksploatacja zasobów
Z drugiej strony błąd nirwany nie musi prowadzić do rezygnacji z działania. Może jednak podświadomie zmuszać do poświęcania niewspółmiernie dużych środków, aby za wszelką cenę osiągnąć efekt idealny. W takiej sytuacji wielokrotne przystępowanie do inicjatywy generuje produkt o jakości wystarczająco dobrej z punktu widzenia oportunisty (gotowego tenże produkt zaakceptować). Ponieważ jednak każdy kolejny produkt pracy jest nie w pełni idealny, perfekcjonistyczny wykonawca każdorazowo go odrzuca, tym samym marnotrawiąc przydzielone środki.